# Вольбек
Вольбек (пол. Wolbek) — дворянский род.
Определением Герольдии от 15 ноября 1834 года признан в Дворянском достоинстве, со внесением в шестую часть Дворянской родословной книги Витебской губернии, по владению имением Островно, восходящему к 1650 г., род Вольбек, в лице Иосифа Михайлова, сыновей его Михаила-Федора, Александра, Антона-Александра-Филиппа и Игнатия Иосифовых Вольбек.
Определением Витебского Дворянского Депутатского Собрания, 10 Июля 1875 года, к роду дворян Вольбек сопричислен сын вышеупомянутого Михаила-Федора Иосифова Вольбек, Иосиф-Владислав Вольбек.

## Описание герба
Щит рассечён. В правой золотой части скала натурального цвета с чёрным козлом на вершине. В левой червлёной части вертикально серебряная река.
На щите дворянский коронованный шлем. Нашлемник: павлиний хвост натурального цвета. Намёт: справа чёрный с золотом, слева червлёный с серебром. Герб Вольбека внесён в Часть 18 Общего гербовника дворянских родов Всероссийской империи, стр. 17.